# Wielki Połom
Wielki Połom (cz. Velký Polom, słow. Veľký Polom, 1067 metrów n.p.m.) – szczyt w Beskidzie Morawsko-Śląskim, w głównym grzbiecie wododziałowym Karpat, graniczny pomiędzy Czechami a Słowacją.
Wielki Połom jest najwyższym szczytem słowackiej części pasma oraz Masywu Wielkiego Połomu – najbardziej na wschód wysuniętej części Beskidu Morawsko-Śląskiego.
Po stronie czeskiej znajduje się rezerwat przyrody Velký Polom, utworzony w 1999 roku, o powierzchni prawie 48 hektarów. Chronione są tutaj resztki pierwotnego lasu bukowo-jodłowego. Po stronie słowackiej przylega do niego rezerwat przyrody o tej samej nazwie.
Velký Polom jest popularnym miejscem wśród turystów. Biegnie przez niego czerwono znakowany  szlak turystyczny z Mostów koło Jabłonkowa na Mały Połom. Z góry roztacza się panorama m.in. Małej Fatry. W odległości 2 kilometrów od szczytu, po czeskiej stronie, znajduje się schronisko Kamenná chata, a kilka kilometrów dalej ośrodek narciarski ze schroniskiem Severka oraz Chata Skalka.